# Vstop Ukrajine v Evropsko unijo
Ukrajina je 28. februarja 2022, kmalu po napadu Rusije, zaprosila za članstvo v Evropski uniji (EU). Ukrajinski predsednik Volodimir Zelenski je zaprosil za takojšen sprejem po »novem posebnem postopku«, k pospešenemu postopku so pozvali tudi predsedniki osmih držav EU. Predsednica Evropske komisije Ursula von der Leyen je izjavila, da podpira pridružitev Ukrajine, a da bo proces trajal nekaj časa. Evropski parlament je 1. marca 2022 priporočil, naj Ukrajina postane uradna kandidatka za članstvo, 10. marca 2022 pa je Svet Evropske unije zaprosil Komisijo za mnenje o vlogi. Von der Leynova je 8. aprila 2022 Zelenskemu predstavila zakonodajni vprašalnik, na katerega je Ukrajina odgovorila 9. maja.
Evropska komisija je 17. junija 2022 priporočila, naj Evropski svet Ukrajini dodeli status kandidatke za pristop k Evropski uniji.
Evropski parlament je 23. junija 2022 sprejel resolucijo, ki poziva k takojšnji podelitvi statusa kandidatke za članstvo v Evropski uniji Ukrajini. Istega dne je Evropski svet Ukrajini podelil status kandidatke za pristop k Evropski uniji.
25. junija 2024 so se začela pristopna pogajanja v EU.

## Kronologija odnosov z Evropsko unijo
Pridružitveni sporazum med Evropsko unijo in Ukrajino je bil podpisan leta 2014, po vrsti dogodkov, ki so zaustavili njegovo ratifikacijo, z vrhuncem z revolucijo v Ukrajini in strmoglavljenjem takratnega predsednika Ukrajine Viktorja Janukoviča. Poglobljeno in celovito območje proste trgovine z Ukrajino je začelo veljati 1. septembra 2017 po začasni uporabi od 1. januarja 2016, pridružitveni sporazum pa je v celoti začel veljati 1. septembra 2017. 24. februarja 2022 je Rusija napadla Ukrajino in s tem povzročila vložitev prošnje za članstvo.

## Vloga
Po ruski invaziji na Ukrajino leta 2022 so se pojavili dodatni pozivi k začetku formalnega pristopnega procesa: Ukrajina je ponovila željo, da bi postala članica unije, ideji je bila naklonjena tudi predsednica Evropske komisije von der Leyen z izjavo, da Ukrajina spada v Evropsko unijo.
Ukrajina je 28. februarja uradno vložila prošnjo za članstvo. Predsednik Zelenski je zaradi nenehne krize zahteval takojšen sprejem v Evropsko unijo po posebnem postopku. Evropski parlament je 1. marca po razpravi, v kateri je predsednik Ukrajine nagovoril in prejel aplavz, priporočil, da Ukrajina postane uradna kandidatka za članstvo v EU. Evropski parlament je za napredovanje Ukrajine v status kandidatke glasoval s 637 glasovi za, 13 proti in 26 vzdržanimi.
EU je 7. marca sporočila, da bo uradno ocenila vlogo Ukrajine, 10. marca 2022 pa je Svet Evropske unije zaprosil Komisijo za mnenje o vlogi.
8. aprila 2022 je predsednica Komisije von der Leynova po obisku Buče obiskala Kijev in se srečala s predsednikom Zelenskim. Zelenskemu je predstavila zakonodajni vprašalnik za začetek vloge Ukrajine in ponudila pospešitev postopka. Josep Borrell je napovedal, da se bo delegacija EU v Ukrajini pod vodstvom Mattija Maasikasa po evakuaciji ob izbruhu vojne vrnila v Kijev. Ukrajina je 17. aprila 2022 odgovorila na prvi del zakonodajnega vprašalnika, na drugi in zadnji del pa je odgovorila 9. maja 2022.
Evropska komisija je 17. junija 2022 priporočila Evropskemu svetu, naj Ukrajini odobri perspektivo za članstvo v Evropski uniji in status kandidatke za pristop.
Evropski parlament je 23. junija 2022 sprejel resolucijo, ki poziva k takojšnji podelitvi statusa kandidatke za članstvo v Evropski uniji Ukrajini in Moldaviji ter k podpori evropske perspektive Gruzije. Evropski svet je 23. junija 2022 Ukrajini podelil status kandidatke za pristop k Evropski uniji.

## Pogajanja
Pristopna pogajanja v EU so se po izpolnitvi pristopnih meril začela 25. junija 2024. Istočasno so se začela tudi pogajanja za vstop Moldavije.

## Javno mnenje

### V Ukrajini
91 % Ukrajincev, glede na anketo, ki jo je 30. in 31. marca 2022 izvedla sociološka skupina Rating podpira pridružitev Evropski uniji med rusko invazijo na Ukrajino leta 2022. Februarja 2015 je pristop podpiralo 66,4% prebivalstva.

### V EU
Glede na raziskavo, ki sta jo od 3. do 7. marca 2022 opravila Ifop, ki sta jo naročila Evropska strategija Yalta in Fondacija Jean-Jaurès, je 92 % podpornikov pristopa Ukrajine k EU na Poljskem, 71 % v Italiji, 68 % v Nemčiji in 62 % v Franciji.
Raziskava Flash Eurobarometer, ki so jo izvedli aprila v vseh državah EU, kaže največjo podporo vstopu Ukrajine v EU na Portugalskem, kjer jo je podprlo 87 % vprašanih. Sledijo Estonija (83 %), Litva (82 %), Poljska (81 %) in Irska (79 %). Madžari so najbolj skeptični glede pristopa Ukrajine, saj idejo podpira le 48 % vprašanih (37 % proti). Hkrati ima Madžarska največji delež prebivalstva, ki je glede tega vprašanja neodločenega – 16 % (enako v Franciji in Belgiji).